# Penicillium roqueforti

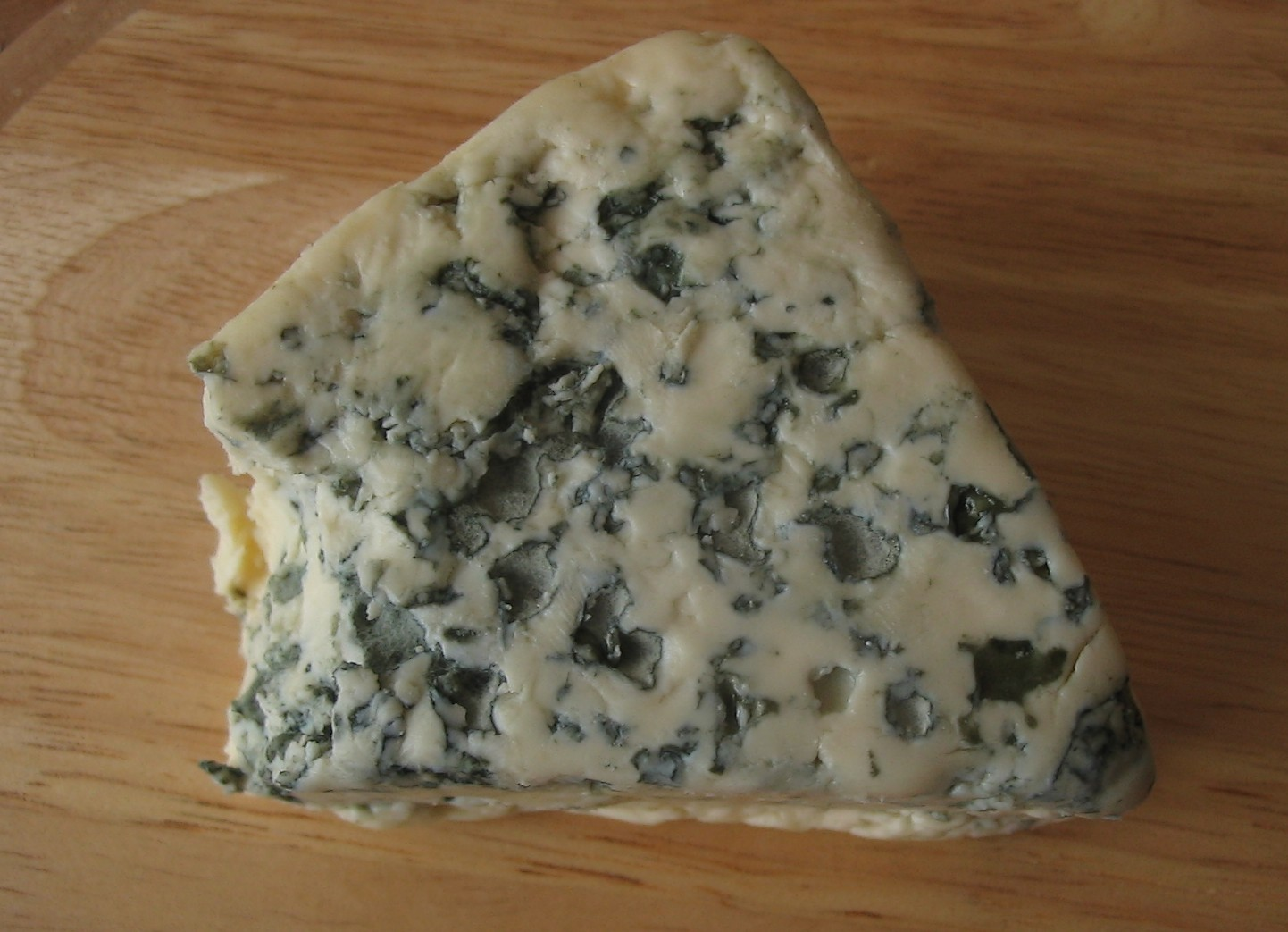
Polski ser pleśniowy Rokpol

Penicillium roqueforti Thom – gatunek grzybów z klasy Eurotiomycetes. Mikroskopijny grzyb strzępkowy wykorzystywany do produkcji serów pleśniowych.

## Systematyka i nazewnictwo
Pozycja w klasyfikacji według Index Fungorum: Penicillium, Aspergillaceae, Eurotiales, Eurotiomycetidae, Eurotiomycetes, Pezizomycotina, Ascomycota, Fungi.
Po raz pierwszy opisał go w 1906 r. Charles Thom w serze 'Roquefort' w USA. Jest ustalony neotyp. Synonimy:
- Penicillium conservandi Novobr. 1974
- Penicillium gorgonzola Weid. 1923
- Penicillium roqueforti var. punctatum S. Abe 1956
- Penicillium roqueforti var. viride Datt.-Rubbo 1938
- Penicillium roqueforti var. weidemannii Westling 1911
- Penicillium weidemannii (Westling) Biourge 1923

## Morfologia
Kolonia na agarze Czapeka z autolizatem drożdży lub agarze drożdżowo-sacharozowym (YES), mają zazwyczaj średnicę 40 mm, barwę oliwkowo-brązową do matowozielonej i aksamitną strukturę. Rewers ciemnozielony do czarnego. Na agarze z ekstraktem słodowym, kolonie mają średnicę 50 mm, barwę matowozieloną (na rewersie beżową do szarozielonej), z pajęczynówkowym marginesem. Inną charakterystyczną cechą morfologiczną tego gatunku jest produkcja konidiów w fialidach o charakterystycznej konfiguracji przypominającej pędzel.
P. roqueforti toleruje niskie temperatury, niski poziom tlenu oraz konserwanty zasadowe i słabiej kwasowe, dzięki czemu może się rozwijać w produktach mleczarskich, takich jak ser.
W 2014 roku udało się potwierdzić występowanie u P. roqueforti struktur płciowych, w tym zarodni, klejstotecjów i askospor.

## Występowanie i znaczenie
Znane jest jego występowanie niemal na całym świecie, także w Polsce. Wyizolowano go z gleby korzeni i siewek wielu roślin oraz z wielu produktów organicznych.
Głównym zastosowaniem przemysłowym tego grzyba jest produkcja serów pleśniowych, środków aromatyzujących, środków przeciwgrzybicznych, polisacharydów, proteaz i innych enzymów. Grzyb jest składnikiem serów Roqufort, Fourme d’Ambert, Stilton, Danish Blue, Cabrales i innych serów pleśniowych. W Polsce przy użyciu P. roqueforti wytwarza się ser Rokpol.
Jako grzyb saprotroficzny odżywia się wieloma produktami organicznymi i jest jednym z gatunków grzybów powodujących psucie się żywności.